# Joanna Hayes
Joanna Dove Hayes (Williamsport, 23 december 1976) is een Amerikaanse atlete, die zich heeft toegelegd op de hordenummers.

## Loopbaan
De sportcarrière van Joanna Hayes begon in 1994 bij de Amerikaanse kampioenschappen met een vierde plaats op de 100 m horden. Haar eerste succes beleefde ze in 1995, toen ze goud won op de 100 m horden tijdens de Pan-Amerikaanse Spelen. Ook werd ze op deze afstand dat jaar Amerikaans jeugdkampioene.
In 1999 stond ze voor het eerst op een wereldkampioenschap. Ze werd met 55,38 s op de 400 m horden in de voorrondes uitgeschakeld. In 2000 miste ze op een haar na de Olympische Spelen. Tijdens de Amerikaanse Trials werd ze vierde op de 400 m horden en vijfde op de 100 m horden. In 2003 behaalde ze met 55,35 de halve finale op de wereldkampioenschappen in Parijs.
Haar grootste succes beleefde Joanna Hayes in 2004, toen ze goud won op de 100 m horden tijdens de Olympische Spelen van Athene met een persoonlijk record van 12,37. Ze versloeg hiermee Olena Krasovska (zilver) en Melissa Morrison (brons). In datzelfde jaar won ze ook de 100 m horden bij de wereldatletiekfinale in Monaco-Ville. Op de WK van 2005 in Helsinki struikelde ze op de laatste horde en kwam hierdoor niet verder dan een achtste plaats.
Doordat Hayes in 2007 werd uitgeschakeld op de 100 m horden in de halve finale van de Amerikaanse kampioenschappen, kwalificeerde ze zich niet voor de WK in Osaka.
Momenteel is ze atletiektrainer op de Brentwood School in Los Angeles. Ze is de dochter van advocaat Ted Hayes.

## Titels
- Olympisch kampioene 100 m horden - 2004
- Pan-Amerikaans kampioene 100 m horden - 1995
- NCAA-kampioene 400 m horden - 1999

## Persoonlijke records
Outdoor
| Onderdeel    | Prestatie | Datum            | Plaats            |
| ------------ | --------- | ---------------- | ----------------- |
| 100 m        | 11,41 s   | 10 april 2004    | Westwood          |
| 100 m horden | 12,37 s   | 24 augustus 2004 | Athene            |
| 400 m horden | 54,57 s   | 10 juli 1999     | Palma de Mallorca |

Indoor
| Onderdeel   | Prestatie | Datum           | Plaats    |
| ----------- | --------- | --------------- | --------- |
| 60 m        | 7,51 s    | 28 januari 2006 | Seattle   |
| 60 m horden | 7,83 s    | 7 maart 2004    | Boedapest |

## Palmares

### 60 m horden
- 2004: 4e WK indoor - 7,86 s

### 100 m horden
Kampioenschappen
- 1995:  Pan-Amerikaanse Spelen - 13,69 s
- 2004:  OS - 12,37 s
- 2004:  Wereldatletiekfinale - 12,58 s
- 2005: 6e Wereldatletiekfinale - 12,78 s
- 2008: 6e Wereldatletiekfinale - 13,06 s

Golden League-podiumplekken
- 2004:  ISTAF – 12,46 s
- 2005:  Meeting Gaz de France – 12,60 s
- 2005:  Weltklasse Zürich – 12,79 s
- 2008:  Meeting Gaz de France – 12,76 s

### 400 m horden
- 1999:  Universiade - 54,57 s

## Onderscheidingen
- Jesse Owens Award - 2004

1972: Annelie Ehrhardt ·
1976: Johanna Schaller ·
1980: Vera Komisova ·
1984: Benita Fitzgerald-Brown ·
1988: Jordanka Donkova ·
1992: Voula Patoulidou ·
1996: Ludmila Engquist ·
2000: Olga Sjisjigina ·
2004: Joanna Hayes ·
2008: Dawn Harper ·
2012: Sally Pearson ·
2016: Brianna Rollins ·
2020: Jasmine Camacho-Quinn ·
2024: Masai Russell